# Fotovoltaická elektrárna Brno-Tuřany
Fotovoltaická elektrárna Brno Tuřany je jednou z největších slunečních elektráren v Česku, instalovaným výkonem se řadí na 4. příčku. Elektrárna se nachází v těsné blízkosti letiště Brno-Tuřany. Byla vystavena v době garantované státní podpory pro výkup elektřiny z obnovitelných zdrojů.
Elektrárna se skládá ze tří částí, které provozují společnosti SOLEVA s.r.o., MERULOS s.r.o. a SOLEDAM s.r.o. Všechny tyto firmy mají stejného majitele, investiční skupinu Jufa, která elektrárnu v roce 2017 odkoupila od původního vlastníka společnosti Brno Solar Park a.s.
Solární elektrárna obsahuje téměř 90 000 panelů rozkládající se na rozloze téměř 40 ha. Solární elektrárna byla realizována ve třech krocích. První realizace byla provedena instalovaným výkonem 8,1 MW, elektrárna byla osazena solárními panely značek FitCraft, Renesola, Suntech a HHV Solar. Druhá realizace proběhla instalovaným výkonem 7,6 MW, kde byly použity solární panely značky Tianwei. Poslední krok realizace byl o výkonu 5,5 MW, kde byly instalovány solární panely značky Aide Solar.
Na výstavbě se podílely společnosti Power Energo, která dodávala trafostanice, a Photon Energy, která realizovala druhou část elektrárny. Generálním dodavatel výstavby byla společnost OHL ŽS. Investice do elektrárny byla ve výši 1,7 miliardy Kč. Elektrárna se také využívá jako záložní zdroj pro blízké letiště. Plánovaná roční výroba elektřiny je téměř 18 GWh.